# Jan Stanisław Dąmbski
Jan Stanisław Dąmbski herbu Godziemba (ur. 1630, zm. 1687) – kasztelan konarski kujawski.

## Rodzina
Urodził się w rodzinie Piotra (1600-1643) i Doroty z Kruszyńskich. Był wnukiem  Andrzeja (zm. 1617), kasztelana konarsko-kujawskiego. Trzykrotnie żonaty:
Pierwsza żona, Anna Gorzewska herbu Zaremba była córką Stanisława Gorzewskiego, kasztelana konarskiego. Druga żona, Jadwiga Elżbieta Zapolska z Roksic herbu Pobóg była córką Konstantego, starosty dybowskiego. Trzecia z kolei żona Jana Stanisława, Anna Jadwiga Miaskowska herbu Bończa, córka Wojciecha, kasztelana santockiego urodziła syna Andrzeja (zm. 1734), kasztelana i wojewodę brzesko-kujawskiego.

## Pełnione urzędy
Początkowo pełnił urząd podstolego inowrocławskiego od 1655 roku. Był też elektorem w 1669 roku i deputatem na Trybunał Koronny 1673. Urząd kasztelana konarskiego kujawskiego sprawował w latach 1682-1687.
Był elektorem Michała Korybuta Wiśniowieckiego z województwa inowrocławskiego w 1669 roku.